# Filip de Megalòpolis
Filip de Megalòpolis (en llatí Philippus, en grec antic Φίλιππος), era fill d'Alexandre de Megalòpolis, que pretenia ser descendent d'Alexandre el Gran i Filip li donava suport en les seves pretensions.
Apama, germana de Filip, es va casar amb Aminandre, rei d'Atamània i Filip la va acompanyar a la cort del seu cunyat i va aconseguir obtenir influència en les decisions d'Aminandre, que el va nomenar governador de l'illa de Zacint (Zacynthus) i en part li va permetre dirigir els afers del regne.
Quan Antíoc III el Gran va arribar a Grècia el 192 aC va aconseguir el suport de Filip, al que va prometre reconèixer com legítim hereu del tron del Regne de Macedònia i fins i tot li va donar esperances de ser instal·lat com a rei per la força. A través de Filip va obtenir el suport també d'Aminandre.
Antíoc li va encarregar d'enterrar les cendres dels grecs caiguts a la batalla de Cinoscèfales, una mesura que esperava que li donaria popularitat. Després va ser nomenat governador militar de Pellinaeum, però ràpidament es va haver de rendir als romans que comandava el cònsol Mani Acili Glabrió i que el va portar presoner a Roma. En un encontre casual durant la seva captivitat amb el rei Filip V de Macedònia aquest, en burla, el va tractar de rei, segons diuen Titus Livi i Appià.